# Миунт
Миу́нт — античный город в Карии. Руины в турецкой провинции Айдын, недалеко от современного посёлка Авшар (тур. Avşar).

## История
Согласно Страбону, до ионийского переселения в Малую Азию, город уже существовал и принадлежал местному племени карийцев. Вместе с этим он указывает, что под натиском ионийцев, карийцы отступили и, на месте города, судя по-всему, было основано ионийское поселение Кидрелом, побочным сыном Кодра, мифического царя Аттики.
В ранней античности город достиг своего расцвета в качестве порта на берегу Латмийского залива Эгейского моря.
Миунт входил в Ионийский союз, объединение древнегреческих полисов, возникших на западном побережье Малой Азии.
В 499 году до н. э., во время правления Дария I, наместник соседнего Милета, Аристагор, опасаясь лишения власти за неудачную попытку овладеть островом Наксос, решает поднять восстание против персидского царя.
Перед началом восстания, в Миунте некоторое время стоял на якоре тот самый персидский флот, потерпевший неудачу у Наксоса.
Аристагору довольно быстро удаётся добиться поддержки у малоазийских греческих городов, в число которых вошёл Миунт, предоставивший три корабля для защиты Милета.
Около 460 года до н. э. персидский царь Артаксеркс I назначил правителем соседней Магнесии одного из «отцов-основателей» афинской демократии, полководца Фемистокла. На родине Фемистокл вначале был подвергнут остракизму и изгнан из Афин на 10 лет, а, затем, и вовсе обвинён в измене и заочно приговорён к смерти. Не дожидаясь исполнения приговора он бежал и, в итоге, был вынужден искать спасения в Азии. Артаксеркс принял одного из злейших врагов своего отца и не только сохранил ему жизнь, но и устроил его на службу.
В числе переданных под управление Фемистокла городов был и Миунт.
Фемистоклу были даны три города на хлеб, на вино и на рыбу – Магнесия, Лампсак и Миунт; Неанф из Кизика и Фаний прибавляют еще два города – Перкоту и Палескепсис – на постель и на одежду.Плутарх.
Город чеканил собственную монету.
В 201 году до н. э. Миунт захватил Филипп V Македонский, но сильно нуждаясь в продовольствии, отдал его за фиги магнесийцам.
Окрестности города были известны сейсмической активностью:
...почти что вся область поблизости от Меандра вплоть до внутренней части страны страдает от сильных землетрясений и изрыта подземными пещерами от действия огняСтрабон
К I веку до н. э., из-за наносов реки Меандр (современное название — Большой Мендерес) местность вокруг заболачивается и Миунт лишается выхода к морю. Население города постепенно уменьшается. Последние жители покинули Миунт и переселились в соседний Милет.
Во II веке, географ Павсаний отмечает на месте города лишь храм Диониса из белого мрамора.

## Достопримечательности
В настоящее время, на месте города можно увидеть
- Фундамент храма Диониса, 30×17 метров, датируемого серединой VI века до н. э.
- Руины дорического храма, посвящённого предположительно Аполлону.
- Остатки византийской крепости.